# Svetovni pokal v alpskem smučanju 2023
Svetovni pokal v alpskem smučanju 2022/23 je 57. sezona svetovnega pokala v alpskem smučanju. Začela se je 23. oktobra 2022 v Söldnu, končala pa 19. marca 2023 na finalu sezone v Soldeuju. Veliki kristalni globus za zmago v skupnem seštevku svetovnega pokala sta osvojila Marco Odermatt med moškimi in Mikaela Shiffrin med ženskami.

## Moški

### Koledar tekem
| Št.sk.                                                      | Št.sz.                          | Datum                                                          | Prizorišče (% naklona)                                                  | Št.                                                                     | Zmagovalec                                                              | Drugi                                                                   | Tretji                                                                 | Vir                                                                    |
| ----------------------------------------------------------- | ------------------------------- | -------------------------------------------------------------- | ----------------------------------------------------------------------- | ----------------------------------------------------------------------- | ----------------------------------------------------------------------- | ----------------------------------------------------------------------- | ---------------------------------------------------------------------- | ---------------------------------------------------------------------- |
| 1855                                                        | 1                               | 23. oktober 2022                                               | Sölden (Rettenbach 68,2%)                                               | VS 438                                                                  | Marco Odermatt                                                          | Žan Kranjec                                                             | Henrik Kristoffersen                                                   | [ 1 ]                                                                  |
|                                                             |                                 | 29. oktober 2022                                               | Zermatt/Cervinia (Gran Becca)                                           | SM cnx                                                                  | odpovedano zaradi pomanjkanja snega                                     | odpovedano zaradi pomanjkanja snega                                     | odpovedano zaradi pomanjkanja snega                                    | odpovedano zaradi pomanjkanja snega                                    |
| 30. oktober 2022                                            | SM cnx                          |                                                                | Zermatt/Cervinia (Gran Becca)                                           |                                                                         | odpovedano zaradi pomanjkanja snega                                     | odpovedano zaradi pomanjkanja snega                                     | odpovedano zaradi pomanjkanja snega                                    | odpovedano zaradi pomanjkanja snega                                    |
| 13. november 2022                                           | Lech/Zürs (Flexenarena 50%)     | PVS cnx                                                        | odpovedano zaradi neugodnega vremena                                    | odpovedano zaradi neugodnega vremena                                    | odpovedano zaradi neugodnega vremena                                    | odpovedano zaradi neugodnega vremena                                    |                                                                        |                                                                        |
| 25. november 2022                                           | Lake Louise (Men's Olympic 53%) | SM cnx                                                         | odpovedano zaradi neugodnega vremena; prestavljeno na 26. november 2022 | odpovedano zaradi neugodnega vremena; prestavljeno na 26. november 2022 | odpovedano zaradi neugodnega vremena; prestavljeno na 26. november 2022 | odpovedano zaradi neugodnega vremena; prestavljeno na 26. november 2022 |                                                                        |                                                                        |
| 26. november 2022                                           | Lake Louise (Men's Olympic 53%) | SVS cnx                                                        | prestavljeno v Cortino d'Ampezzo                                        | prestavljeno v Cortino d'Ampezzo                                        | prestavljeno v Cortino d'Ampezzo                                        | prestavljeno v Cortino d'Ampezzo                                        |                                                                        |                                                                        |
| 1856                                                        | Lake Louise (Men's Olympic 53%) | 2                                                              | 26. november 2022                                                       | SM 515                                                                  | Aleksander Aamodt Kilde                                                 | Daniel Hemetsberger                                                     | Marco Odermatt                                                         | [ 2 ]                                                                  |
| 1857                                                        | Lake Louise (Men's Olympic 53%) | 3                                                              | 27. november 2022                                                       | SVS 231                                                                 | Marco Odermatt                                                          | Aleksander Aamodt Kilde                                                 | Matthias Mayer                                                         | [ 3 ]                                                                  |
|                                                             |                                 | 2. december 2022                                               | Beaver Creek (Birds of Prey 68%)                                        | SM cnx                                                                  | odpovedano zaradi močnega sneženja; prestavljeno v Val Gardeno          | odpovedano zaradi močnega sneženja; prestavljeno v Val Gardeno          | odpovedano zaradi močnega sneženja; prestavljeno v Val Gardeno         | odpovedano zaradi močnega sneženja; prestavljeno v Val Gardeno         |
| 1858                                                        | 4                               | 3. december 2022                                               | Beaver Creek (Birds of Prey 68%)                                        | SM 516                                                                  | Aleksander Aamodt Kilde                                                 | Marco Odermatt                                                          | James Crawford                                                         | [ 4 ]                                                                  |
| 1859                                                        | 5                               | 4. december 2022                                               | Beaver Creek (Birds of Prey 68%)                                        | SVS 232                                                                 | Aleksander Aamodt Kilde                                                 | Marco Odermatt                                                          | Alexis Pinturault                                                      | [ 5 ]                                                                  |
| 1860                                                        | 6                               | 10. december 2022                                              | Val d'Isère (La face de Bellevarde 71%)                                 | VS 439                                                                  | Marco Odermatt                                                          | Manuel Feller                                                           | Žan Kranjec                                                            | [ 6 ]                                                                  |
| 1861                                                        | 7                               | 11. december 2022                                              | Val d'Isère (La face de Bellevarde 71%)                                 | SL 519                                                                  | Lucas Braathen                                                          | Manuel Feller                                                           | Loïc Meillard                                                          | [ 7 ]                                                                  |
| 1862                                                        | 8                               | 15. december 2022                                              | Val Gardena/Gröden (Saslong 56,9%)                                      | SM 517                                                                  | Vincent Kriechmayr                                                      | Marco Odermatt                                                          | Matthias Mayer                                                         | [ 8 ]                                                                  |
|                                                             |                                 | 16. december 2022                                              | Val Gardena/Gröden (Saslong 56,9%)                                      | SVS cnx                                                                 | odpovedano zaradi neugodnega vremena; prestavljeno v Cortino d'Ampezzo  | odpovedano zaradi neugodnega vremena; prestavljeno v Cortino d'Ampezzo  | odpovedano zaradi neugodnega vremena; prestavljeno v Cortino d'Ampezzo | odpovedano zaradi neugodnega vremena; prestavljeno v Cortino d'Ampezzo |
| 1863                                                        | 9                               | 17. december 2022                                              | Val Gardena/Gröden (Saslong 56,9%)                                      | SM 518                                                                  | Aleksander Aamodt Kilde                                                 | Johan Clarey                                                            | Mattia Casse                                                           | [ 9 ]                                                                  |
| 1864                                                        | 10                              | 18. december 2022                                              | Alta Badia (Gran Risa 69%)                                              | VS 440                                                                  | Lucas Braathen                                                          | Henrik Kristoffersen                                                    | Marco Odermatt                                                         | [ 10 ]                                                                 |
| 1865                                                        | 11                              | 19. december 2022                                              | Alta Badia (Gran Risa 69%)                                              | VS 441                                                                  | Marco Odermatt                                                          | Henrik Kristoffersen                                                    | Žan Kranjec                                                            | [ 11 ]                                                                 |
| 1866                                                        | 12                              | 22. december 2022                                              | Madonna di Campiglio (Canalone Miramonti 60%)                           | SL 520                                                                  | Daniel Yule                                                             | Henrik Kristoffersen                                                    | Linus Straßer                                                          | [ 12 ]                                                                 |
| 1867                                                        | 13                              | 28. december 2022                                              | Bormio (Stelvio 63%)                                                    | SM 519                                                                  | Vincent Kriechmayr                                                      | James Crawford                                                          | Aleksander Aamodt Kilde                                                | [ 13 ]                                                                 |
| 1868                                                        | 14                              | 29. december 2022                                              | Bormio (Stelvio 63%)                                                    | SVS 233                                                                 | Marco Odermatt                                                          | Vincent Kriechmayr                                                      | Loïc Meillard                                                          | [ 14 ]                                                                 |
| 1869                                                        | 15                              | 4. januar 2023                                                 | Garmisch-Partenkirchen (Gudiberg 58%)                                   | SL 521                                                                  | Henrik Kristoffersen                                                    | Manuel Feller                                                           | Clément Noël                                                           | [ 15 ]                                                                 |
| 1870                                                        | 16                              | 7. januar 2023                                                 | Adelboden (Chuenisbärgli 60%)                                           | VS 442                                                                  | Marco Odermatt                                                          | Henrik Kristoffersen                                                    | Loïc Meillard                                                          | [ 16 ]                                                                 |
| 1871                                                        | 17                              | 8. januar 2023                                                 | Adelboden (Chuenisbärgli 60%)                                           | SL 522                                                                  | Lucas Braathen                                                          | Atle Lie McGrath                                                        | Linus Straßer                                                          | [ 17 ]                                                                 |
| 1872                                                        | 18                              | 13. januar 2023                                                | Wengen (Lauberhorn 90%)                                                 | SVS 234                                                                 | Aleksander Aamodt Kilde                                                 | Stefan Rogentin                                                         | Marco Odermatt                                                         | [ 18 ]                                                                 |
| 1873                                                        | 19                              | 14. januar 2023                                                | Wengen (Lauberhorn 90%)                                                 | SM 520                                                                  | Aleksander Aamodt Kilde                                                 | Marco Odermatt                                                          | Mattia Casse                                                           | [ 19 ]                                                                 |
| 1874                                                        | 20                              | 15. januar 2023                                                | Wengen (Männlichen 72%)                                                 | SL 523                                                                  | Henrik Kristoffersen                                                    | Loïc Meillard                                                           | Lucas Braathen                                                         | [ 20 ]                                                                 |
| 1875                                                        | 21                              | 20. januar 2023                                                | Kitzbühel (Streif 85%)                                                  | SM 521                                                                  | Vincent Kriechmayr                                                      | Florian Schieder                                                        | Niels Hintermann                                                       | [ 21 ]                                                                 |
| 1876                                                        | 22                              | 21. januar 2023                                                | Kitzbühel (Streif 85%)                                                  | SM 522                                                                  | Aleksander Aamodt Kilde                                                 | Johan Clarey                                                            | Travis Ganong                                                          | [ 22 ]                                                                 |
| 1877                                                        | 23                              | 22. januar 2023                                                | Kitzbühel (Ganslern 70%)                                                | SL 524                                                                  | Daniel Yule                                                             | Dave Ryding                                                             | Lucas Braathen                                                         | [ 23 ]                                                                 |
| 1878                                                        | 24                              | 24. januar 2023                                                | Schladming (Planai 54%)                                                 | SL 525                                                                  | Clément Noël                                                            | Ramon Zenhäusern                                                        | Lucas Braathen                                                         | [ 24 ]                                                                 |
| 1879                                                        | 25                              | 25. januar 2023                                                | Schladming (Planai 54%)                                                 | VS 443                                                                  | Loïc Meillard                                                           | Gino Caviezel                                                           | Marco Schwarz                                                          | [ 25 ]                                                                 |
|                                                             |                                 | 28. januar 2023                                                | Garmisch-Partenkirchen (Kandahar 1 85%)                                 | SM cnx                                                                  | odpovedano zaradi pomanjkanja snega                                     | odpovedano zaradi pomanjkanja snega                                     | odpovedano zaradi pomanjkanja snega                                    | odpovedano zaradi pomanjkanja snega                                    |
| 29. januar 2023                                             | VS cnx                          | odpovedano zaradi pomanjkanja snega; prestavljeno v Schladming | odpovedano zaradi pomanjkanja snega; prestavljeno v Schladming          | odpovedano zaradi pomanjkanja snega; prestavljeno v Schladming          | odpovedano zaradi pomanjkanja snega; prestavljeno v Schladming          |                                                                         |                                                                        |                                                                        |
| 1880                                                        | 26                              | 28. januar 2023                                                | Cortina d'Ampezzo (Olimpia delle Tofane 65%)                            | SVS 235                                                                 | Marco Odermatt                                                          | Aleksander Aamodt Kilde                                                 | Mattia Casse                                                           | [ 26 ]                                                                 |
| 1881                                                        | 27                              | 29. januar 2023                                                | Cortina d'Ampezzo (Olimpia delle Tofane 65%)                            | SVS 236                                                                 | Marco Odermatt                                                          | Dominik Paris                                                           | Daniel Hemetsberger                                                    | [ 27 ]                                                                 |
| 1882                                                        | 28                              | 4. februar 2023                                                | Chamonix (La Verte des Houches)                                         | SL 526                                                                  | Ramon Zenhäusern                                                        | AJ Ginnis                                                               | Daniel Yule                                                            | [ 28 ]                                                                 |
| Svetovno prvenstvo v alpskem smučanju 2023 (7.–19. februar) |                                 |                                                                |                                                                         |                                                                         |                                                                         |                                                                         |                                                                        |                                                                        |
| SP                                                          | SP                              | 7. februar 2023                                                | Courchevel (L'Éclipse 61%)                                              | AC                                                                      | Alexis Pinturault                                                       | Marco Schwarz                                                           | Raphael Haaser                                                         | [ 29 ]                                                                 |
| SP                                                          | SP                              | 9. februar 2023                                                | Courchevel (L'Éclipse 61%)                                              | SVS                                                                     | James Crawford                                                          | Aleksander Aamodt Kilde                                                 | Alexis Pinturault                                                      | [ 30 ]                                                                 |
| SP                                                          | SP                              | 12. februar 2023                                               | Courchevel (L'Éclipse 61%)                                              | SM                                                                      | Marco Odermatt                                                          | Aleksander Aamodt Kilde                                                 | Cameron Alexander                                                      | [ 31 ]                                                                 |
| SP                                                          | SP                              | 15. februar 2023                                               | Méribel (Roc de Fer 55%)                                                | PVS                                                                     | Alexander Schmid                                                        | Dominik Raschner                                                        | Timon Haugan                                                           | [ 32 ]                                                                 |
| SP                                                          | SP                              | 17. februar 2023                                               | Courchevel (L'Éclipse 61%)                                              | VS                                                                      | Marco Odermatt                                                          | Loïc Meillard                                                           | Marco Schwarz                                                          | [ 33 ]                                                                 |
| SP                                                          | SP                              | 19. februar 2023                                               | Courchevel (L'Éclipse 61%)                                              | SL                                                                      | Henrik Kristoffersen                                                    | AJ Ginnis                                                               | Alex Vinatzer                                                          | [ 34 ]                                                                 |
| 1883                                                        | 29                              | 25. februar 2023                                               | Palisades Tahoe (Red Dog)                                               | VS 444                                                                  | Marco Schwarz                                                           | Marco Odermatt                                                          | Rasmus Windingstad                                                     | [ 35 ]                                                                 |
| 1884                                                        | 30                              | 26. februar 2023                                               | Palisades Tahoe (Red Dog)                                               | SL 527                                                                  | Alexander Steen Olsen                                                   | Timon Haugan                                                            | Clément Noël Albert Popov                                              | [ 36 ]                                                                 |
|                                                             |                                 | 3. marec 2023                                                  | Aspen (Ruthie's Run)                                                    | SM cnx                                                                  | odpovedano zaradi močnega vetra                                         | odpovedano zaradi močnega vetra                                         | odpovedano zaradi močnega vetra                                        | odpovedano zaradi močnega vetra                                        |
| 1885                                                        | 31                              | 4. marec 2023                                                  | Aspen (Ruthie's Run)                                                    | SM 523                                                                  | Aleksander Aamodt Kilde                                                 | James Crawford                                                          | Marco Odermatt                                                         | [ 37 ]                                                                 |
| 1886                                                        | 32                              | 5. marec 2023                                                  | Aspen (Ruthie's Run)                                                    | SVS 237                                                                 | Marco Odermatt                                                          | Andreas Sander                                                          | Aleksander Aamodt Kilde                                                | [ 38 ]                                                                 |
| 1887                                                        | 33                              | 11. marec 2023                                                 | Kranjska Gora (Podkoren 3 59%)                                          | VS 445                                                                  | Marco Odermatt                                                          | Alexis Pinturault                                                       | Henrik Kristoffersen                                                   | [ 39 ]                                                                 |
| 1888                                                        | 34                              | 12. marec 2023                                                 | Kranjska Gora (Podkoren 3 59%)                                          | VS 446                                                                  | Marco Odermatt                                                          | Henrik Kristoffersen                                                    | Alexis Pinturault                                                      | [ 40 ]                                                                 |
| Finale svetovnega pokala                                    |                                 |                                                                |                                                                         |                                                                         |                                                                         |                                                                         |                                                                        |                                                                        |
| 1889                                                        | 35                              | 15. marec 2023                                                 | Soldeu (Aliga)                                                          | SM 524                                                                  | Vincent Kriechmayr                                                      | Romed Baumann                                                           | Andreas Sander                                                         | [ 41 ]                                                                 |
| 1890                                                        | 36                              | 16. marec 2023                                                 | Soldeu (Aliga)                                                          | SVS 238                                                                 | Marco Odermatt                                                          | Marco Schwarz                                                           | Aleksander Aamodt Kilde                                                | [ 42 ]                                                                 |
| 1891                                                        | 37                              | 18. marec 2023                                                 | Soldeu (Avet)                                                           | VS 447                                                                  | Marco Odermatt                                                          | Henrik Kristoffersen                                                    | Marco Schwarz                                                          | [ 43 ]                                                                 |
| 1892                                                        | 38                              | 19. marec 2023                                                 | Soldeu (Avet)                                                           | SL 528                                                                  | Ramon Zenhäusern                                                        | Lucas Braathen                                                          | Henrik Kristoffersen                                                   | [ 44 ]                                                                 |

### Razvrstitve
| Uvr. | po 38 tekmah            | Točke |
| ---- | ----------------------- | ----- |
|      | Marco Odermatt          | 2042  |
| 2    | Aleksander Aamodt Kilde | 1340  |
| 3    | Henrik Kristoffersen    | 1154  |
| 4    | Lucas Braathen          | 954   |
| 5    | Vincent Kriechmayr      | 953   |

| Uvr. | po 10 tekmah            | Točke |
| ---- | ----------------------- | ----- |
|      | Aleksander Aamodt Kilde | 760   |
| 2    | Vincent Kriechmayr      | 614   |
| 3    | Marco Odermatt          | 462   |
| 4    | Johan Clarey            | 343   |
| 5    | James Crawford          | 326   |

| Uvr. | po 8 tekmah             | Točke |
| ---- | ----------------------- | ----- |
|      | Marco Odermatt          | 740   |
| 2    | Aleksander Aamodt Kilde | 512   |
| 3    | Vincent Kriechmayr      | 335   |
| 4    | Andreas Sander          | 265   |
| 5    | Alexis Pinturault       | 253   |

| Uvr. | po 10 tekmah         | Točke |
| ---- | -------------------- | ----- |
|      | Marco Odermatt       | 840   |
| 2    | Henrik Kristoffersen | 660   |
| 3    | Žan Kranjec          | 464   |
| 4    | Marco Schwarz        | 449   |
| 5    | Alexis Pinturault    | 409   |

| Uvr. | po 10 tekmah         | Točke |
| ---- | -------------------- | ----- |
|      | Lucas Braathen       | 546   |
| 2    | Henrik Kristoffersen | 494   |
| 3    | Ramon Zenhäusern     | 467   |
| 4    | Daniel Yule          | 401   |
| 5    | Manuel Feller        | 345   |

## Ženske

### Koledar tekem
| Št.sk.                                                      | Št.sz.                        | Datum             | Prizorišče (% naklona)                       | Št.                                  | Zmagovalka                                                                        | Druga                                                                             | Tretja                                                                            | Vir                                                                               |
| ----------------------------------------------------------- | ----------------------------- | ----------------- | -------------------------------------------- | ------------------------------------ | --------------------------------------------------------------------------------- | --------------------------------------------------------------------------------- | --------------------------------------------------------------------------------- | --------------------------------------------------------------------------------- |
|                                                             |                               | 22. oktober 2022  | Sölden (Rettenbach 68.2%)                    | VS cnx                               | odpovedano zaradi neugodnega vremena; prestavljeno Semmering on 27. december 2022 | odpovedano zaradi neugodnega vremena; prestavljeno Semmering on 27. december 2022 | odpovedano zaradi neugodnega vremena; prestavljeno Semmering on 27. december 2022 | odpovedano zaradi neugodnega vremena; prestavljeno Semmering on 27. december 2022 |
| 5. november 2022                                            | Zermatt/Cervinia (Gran Becca) | SM cnx            | odpovedano zaradi neugodnega vremena         | odpovedano zaradi neugodnega vremena | odpovedano zaradi neugodnega vremena                                              | odpovedano zaradi neugodnega vremena                                              |                                                                                   |                                                                                   |
| 6. november 2022                                            | Zermatt/Cervinia (Gran Becca) | SM cnx            | odpovedano zaradi neugodnega vremena         | odpovedano zaradi neugodnega vremena | odpovedano zaradi neugodnega vremena                                              | odpovedano zaradi neugodnega vremena                                              |                                                                                   |                                                                                   |
| 13. november 2022                                           | Lech/Zürs (Flexenarena 50%)   | PVS cnx           | odpovedano zaradi neugodnega vremena         | odpovedano zaradi neugodnega vremena | odpovedano zaradi neugodnega vremena                                              | odpovedano zaradi neugodnega vremena                                              |                                                                                   |                                                                                   |
| 1735                                                        | 1                             | 19. november 2022 | Levi (Levi Black 52%)                        | SL 488                               | Mikaela Shiffrin                                                                  | Anna Swenn-Larsson                                                                | Petra Vlhová                                                                      | [ 50 ]                                                                            |
| 1736                                                        | 2                             | 20. november 2022 | Levi (Levi Black 52%)                        | SL 489                               | Mikaela Shiffrin                                                                  | Wendy Holdener                                                                    | Petra Vlhová                                                                      | [ 51 ]                                                                            |
| 1737                                                        | 3                             | 26. november 2022 | Killington (Superstar)                       | VS 436                               | Lara Gut-Behrami                                                                  | Marta Bassino                                                                     | Sara Hector                                                                       | [ 52 ]                                                                            |
| 1738                                                        | 4                             | 27. november 2022 | Killington (Superstar)                       | SL 490                               | Wendy Holdener Anna Swenn-Larsson                                                 |                                                                                   | Katharina Truppe                                                                  | [ 53 ]                                                                            |
| 1739                                                        | 5                             | 2. december 2022  | Lake Louise (Men's Olympic 53%)              | SM 434                               | Sofia Goggia                                                                      | Corinne Suter                                                                     | Cornelia Hütter                                                                   | [ 54 ]                                                                            |
| 1740                                                        | 6                             | 3. december 2022  | Lake Louise (Men's Olympic 53%)              | SM 435                               | Sofia Goggia                                                                      | Nina Ortlieb                                                                      | Corinne Suter                                                                     | [ 55 ]                                                                            |
| 1741                                                        | 7                             | 4. december 2022  | Lake Louise (Men's Olympic 53%)              | SVS 254                              | Corinne Suter                                                                     | Cornelia Hütter                                                                   | Ragnhild Mowinckel                                                                | [ 56 ]                                                                            |
| 1742                                                        | 8                             | 10. december 2022 | Sestriere (Pista Gianni A. Agnelli)          | VS 437                               | Marta Bassino                                                                     | Sara Hector                                                                       | Petra Vlhová                                                                      | [ 57 ]                                                                            |
| 1743                                                        | 9                             | 11. december 2022 | Sestriere (Pista Gianni A. Agnelli)          | SL 491                               | Wendy Holdener                                                                    | Mikaela Shiffrin                                                                  | Petra Vlhová                                                                      | [ 58 ]                                                                            |
| 1744                                                        | 10                            | 16. december 2022 | St. Moritz (Corviglia 61%)                   | SM 436                               | Elena Curtoni                                                                     | Sofia Goggia                                                                      | Corinne Suter                                                                     | [ 59 ]                                                                            |
| 1745                                                        | 11                            | 17. december 2022 | St. Moritz (Corviglia 61%)                   | SM 437                               | Sofia Goggia                                                                      | Ilka Štuhec                                                                       | Kira Weidle                                                                       | [ 60 ]                                                                            |
| 1746                                                        | 12                            | 18. december 2022 | St. Moritz (Corviglia 61%)                   | SVS 255                              | Mikaela Shiffrin                                                                  | Elena Curtoni                                                                     | Romane Miradoli                                                                   | [ 61 ]                                                                            |
| 1747                                                        | 13                            | 27. december 2022 | Semmering (Panorama 51%)                     | VS 438                               | Mikaela Shiffrin                                                                  | Petra Vlhová                                                                      | Marta Bassino                                                                     | [ 62 ]                                                                            |
| 1748                                                        | 14                            | 28. december 2022 | Semmering (Panorama 51%)                     | VS 439                               | Mikaela Shiffrin                                                                  | Lara Gut-Behrami                                                                  | Marta Bassino                                                                     | [ 63 ]                                                                            |
| 1749                                                        | 15                            | 29. december 2022 | Semmering (Panorama 51%)                     | SL 492                               | Mikaela Shiffrin                                                                  | Paula Moltzan                                                                     | Lena Dürr                                                                         | [ 64 ]                                                                            |
| 1750                                                        | 16                            | 4. januar 2023    | Zagreb (Crveni spust 51%)                    | SL 493                               | Mikaela Shiffrin                                                                  | Petra Vlhová                                                                      | Anna Swenn-Larsson                                                                | [ 65 ]                                                                            |
|                                                             |                               | 5. januar 2023    | Zagreb (Crveni spust 51%)                    | SL cnx                               | odpovedano zaradi neugodnega vremena; prestavljeno v Špindlerův Mlýn              | odpovedano zaradi neugodnega vremena; prestavljeno v Špindlerův Mlýn              | odpovedano zaradi neugodnega vremena; prestavljeno v Špindlerův Mlýn              | odpovedano zaradi neugodnega vremena; prestavljeno v Špindlerův Mlýn              |
| 1751                                                        | 17                            | 7. januar 2023    | Kranjska Gora (Podkoren 3 59%)               | VS 440                               | Valérie Grenier                                                                   | Marta Bassino                                                                     | Petra Vlhová                                                                      | [ 66 ]                                                                            |
| 1752                                                        | 18                            | 8. januar 2023    | Kranjska Gora (Podkoren 3 59%)               | VS 441                               | Mikaela Shiffrin                                                                  | Federica Brignone                                                                 | Lara Gut-Behrami                                                                  | [ 67 ]                                                                            |
| 1753                                                        | 19                            | 10. januar 2023   | Flachau (Griessenkar 53%)                    | SL 494                               | Petra Vlhová                                                                      | Mikaela Shiffrin                                                                  | Lena Dürr                                                                         | [ 68 ]                                                                            |
|                                                             |                               | 14. januar 2023   | St. Anton (Karl-Schranz-Piste 78%)           | SM cnx                               | izpeljan superveleslalom                                                          | izpeljan superveleslalom                                                          | izpeljan superveleslalom                                                          | izpeljan superveleslalom                                                          |
| 1754                                                        | 20                            | 14. januar 2023   | St. Anton (Karl-Schranz-Piste 78%)           | SVS 256                              | Federica Brignone                                                                 | Joana Hählen                                                                      | Lara Gut-Behrami                                                                  | [ 69 ]                                                                            |
| 1755                                                        | 21                            | 15. januar 2023   | St. Anton (Karl-Schranz-Piste 78%)           | SVS 257                              | Lara Gut-Behrami                                                                  | Federica Brignone                                                                 | Marta Bassino                                                                     | [ 70 ]                                                                            |
| 1756                                                        | 22                            | 20. januar 2023   | Cortina d'Ampezzo (Olimpia delle Tofane 73%) | SM 438                               | Sofia Goggia                                                                      | Ilka Štuhec                                                                       | Kira Weidle                                                                       | [ 71 ]                                                                            |
| 1757                                                        | 23                            | 21. januar 2023   | Cortina d'Ampezzo (Olimpia delle Tofane 73%) | SM 439                               | Ilka Štuhec                                                                       | Kajsa Vickhoff Lie                                                                | Elena Curtoni                                                                     | [ 72 ]                                                                            |
| 1758                                                        | 24                            | 22. januar 2023   | Cortina d'Ampezzo (Olimpia delle Tofane 73%) | SVS 258                              | Ragnhild Mowinckel                                                                | Cornelia Hütter                                                                   | Marta Bassino                                                                     | [ 73 ]                                                                            |
| 1759                                                        | 25                            | 24. januar 2023   | Kronplatz (Erta 61%)                         | VS 442                               | Mikaela Shiffrin                                                                  | Lara Gut-Behrami                                                                  | Federica Brignone                                                                 | [ 74 ]                                                                            |
| 1760                                                        | 26                            | 25. januar 2023   | Kronplatz (Erta 61%)                         | VS 443                               | Mikaela Shiffrin                                                                  | Ragnhild Mowinckel                                                                | Sara Hector                                                                       | [ 75 ]                                                                            |
|                                                             |                               | 28. januar 2023   | Špindlerův Mlýn (Černá Svatý Petr)           | VS cnx                               | prestavljeno v Kronplatz                                                          | prestavljeno v Kronplatz                                                          | prestavljeno v Kronplatz                                                          | prestavljeno v Kronplatz                                                          |
| 1761                                                        | 27                            | 28. januar 2023   | Špindlerův Mlýn (Černá Svatý Petr)           | SL 495                               | Mikaela Shiffrin                                                                  | Lena Dürr                                                                         | Wendy Holdener                                                                    | [ 76 ]                                                                            |
| 1762                                                        | 28                            | 29. januar 2023   | Špindlerův Mlýn (Černá Svatý Petr)           | SL 496                               | Lena Dürr                                                                         | Mikaela Shiffrin                                                                  | Zrinka Ljutić                                                                     | [ 77 ]                                                                            |
| Svetovno prvenstvo v alpskem smučanju 2023 (6.–18. februar) |                               |                   |                                              |                                      |                                                                                   |                                                                                   |                                                                                   |                                                                                   |
| SP                                                          | SP                            | 6. februar 2023   | Méribel (Roc de Fer 55%)                     | AC                                   | Federica Brignone                                                                 | Wendy Holdener                                                                    | Ricarda Haaser                                                                    | [ 78 ]                                                                            |
| SP                                                          | SP                            | 8. februar 2023   | Méribel (Roc de Fer 55%)                     | SVS                                  | Marta Bassino                                                                     | Mikaela Shiffrin                                                                  | Cornelia Hütter Kajsa Vickhoff Lie                                                | [ 79 ]                                                                            |
| SP                                                          | SP                            | 11. februar 2023  | Méribel (Roc de Fer 55%)                     | SM                                   | Jasmine Flury                                                                     | Nina Ortlieb                                                                      | Corinne Suter                                                                     | [ 80 ]                                                                            |
| SP                                                          | SP                            | 15. februar 2023  | Méribel (Roc de Fer 55%)                     | PVS                                  | Maria Therese Tviberg                                                             | Wendy Holdener                                                                    | Thea Louise Stjernesund                                                           | [ 81 ]                                                                            |
| SP                                                          | SP                            | 16. februar 2023  | Méribel (Roc de Fer 55%)                     | VS                                   | Mikaela Shiffrin                                                                  | Federica Brignone                                                                 | Ragnhild Mowinckel                                                                | [ 82 ]                                                                            |
| SP                                                          | SP                            | 18. februar 2023  | Méribel (Roc de Fer 55%)                     | SL                                   | Laurence St. Germain                                                              | Mikaela Shiffrin                                                                  | Lena Dürr                                                                         | [ 83 ]                                                                            |
|                                                             |                               | 25. februar 2023  | Crans-Montana (Mont Lachaux)                 | SM cnx                               | prestavljeno na 26. februar 2023                                                  | prestavljeno na 26. februar 2023                                                  | prestavljeno na 26. februar 2023                                                  | prestavljeno na 26. februar 2023                                                  |
| 1763                                                        | 29                            | 26. februar 2023  | Crans-Montana (Mont Lachaux)                 | SM 440                               | Sofia Goggia                                                                      | Federica Brignone                                                                 | Laura Gauché                                                                      | [ 84 ]                                                                            |
|                                                             |                               | 26. februar 2023  | Crans-Montana (Mont Lachaux)                 | SVS cnx                              | odpovedano zaradi spremembe sporeda                                               | odpovedano zaradi spremembe sporeda                                               | odpovedano zaradi spremembe sporeda                                               | odpovedano zaradi spremembe sporeda                                               |
| 1764                                                        | 30                            | 3. marec 2023     | Kvitfjell (Olympiabakken)                    | SVS 259                              | Cornelia Hütter                                                                   | Elena Curtoni                                                                     | Lara Gut-Behrami                                                                  | [ 85 ]                                                                            |
| 1765                                                        | 31                            | 4. marec 2023     | Kvitfjell (Olympiabakken)                    | SM 441                               | Kajsa Vickhoff Lie                                                                | Sofia Goggia                                                                      | Corinne Suter                                                                     | [ 86 ]                                                                            |
| 1766                                                        | 32                            | 5. marec 2023     | Kvitfjell (Olympiabakken)                    | SVS 260                              | Nina Ortlieb                                                                      | Stephanie Venier                                                                  | Franziska Gritsch                                                                 | [ 87 ]                                                                            |
| 1767                                                        | 33                            | 10. marec 2023    | Åre (Störtloppsbacken)                       | VS 444                               | Mikaela Shiffrin                                                                  | Federica Brignone                                                                 | Sara Hector                                                                       | [ 88 ]                                                                            |
| 1768                                                        | 34                            | 11. marec 2023    | Åre (Störtloppsbacken)                       | SL 497                               | Mikaela Shiffrin                                                                  | Wendy Holdener                                                                    | Anna Swenn-Larsson                                                                | [ 89 ]                                                                            |
| Finale svetovnega pokala                                    |                               |                   |                                              |                                      |                                                                                   |                                                                                   |                                                                                   |                                                                                   |
| 1769                                                        | 35                            | 15. marec 2023    | Soldeu (Aliga)                               | SM 442                               | Ilka Štuhec                                                                       | Sofia Goggia                                                                      | Lara Gut-Behrami                                                                  | [ 90 ]                                                                            |
| 1770                                                        | 36                            | 16. marec 2023    | Soldeu (Aliga)                               | SVS 261                              | Lara Gut-Behrami                                                                  | Federica Brignone                                                                 | Ragnhild Mowinckel                                                                | [ 91 ]                                                                            |
| 1771                                                        | 37                            | 18. marec 2023    | Soldeu (Avet)                                | SL 498                               | Petra Vlhová                                                                      | Leona Popović                                                                     | Mikaela Shiffrin                                                                  | [ 92 ]                                                                            |
| 1772                                                        | 38                            | 19. marec 2023    | Soldeu (Avet)                                | VS 445                               | Mikaela Shiffrin                                                                  | Thea Louise Stjernesund                                                           | Valérie Grenier                                                                   | [ 93 ]                                                                            |

### Razvrstitve
| Uvr. | po 38 tekmah      | Točke |
| ---- | ----------------- | ----- |
|      | Mikaela Shiffrin  | 2206  |
| 2    | Lara Gut-Behrami  | 1217  |
| 3    | Petra Vlhová      | 1125  |
| 4    | Federica Brignone | 1069  |
| 5    | Sofia Goggia      | 916   |

| Uvr. | po 9 tekmah    | Točke |
| ---- | -------------- | ----- |
|      | Sofia Goggia   | 740   |
| 2    | Ilka Štuhec    | 551   |
| 3    | Corinne Suter  | 309   |
| 4    | Elena Curtoni  | 308   |
| 5    | Mirjam Puchner | 273   |

| Uvr. | po 8 tekmah        | Točke |
| ---- | ------------------ | ----- |
|      | Lara Gut-Behrami   | 413   |
| 2    | Federica Brignone  | 368   |
| 3    | Ragnhild Mowinckel | 366   |
| 4    | Elena Curtoni      | 358   |
| 5    | Cornelia Hütter    | 347   |

| Uvr. | po 10 tekmah      | Točke |
| ---- | ----------------- | ----- |
|      | Mikaela Shiffrin  | 800   |
| 2    | Lara Gut-Behrami  | 532   |
| 3    | Marta Bassino     | 515   |
| 4    | Petra Vlhová      | 486   |
| 5    | Federica Brignone | 476   |

| Uvr. | po 11 tekmah       | Točke |
| ---- | ------------------ | ----- |
|      | Mikaela Shiffrin   | 945   |
| 2    | Wendy Holdener     | 655   |
| 3    | Petra Vlhová       | 630   |
| 4    | Lena Dürr          | 493   |
| 5    | Anna Swenn-Larsson | 470   |

## Mešane ekipne tekme
| Svetovno prvenstvo v alpskem smučanju 2023 (14. februar) |    |                  |                          |         |                                                                                                 | | |         |
| SP                                                       | SP | 14. februar 2023 | Méribel (Roc de Fer 55%) | PVS     | ZDATommy Ford · Katie Hensien* · Paula Moltzan · Nina O'Brien · River Radamus · Luke Winters* · | NorveškaTimon Haugan Kristin Lysdahl Leif Kristian Nestvold-Haugen* Alexander Steen Olsen Thea Louise Stjernesund Maria Therese Tviberg | KanadaValérie Grenier · Erik Read · Jeffrey Read · Britt Richardson ·                                              | [ 99 ]  |
| Finale svetovnega pokala                                 |    |                  |                          |         |                                                                                                 | | |         |
| 17                                                       | 1  | 17. marec 2023   | Soldeu (Aliga)           | PVS 014 | NorveškaTimon Haugan Thea Louise Stjernesund Maria Therese Tviberg Rasmus Windingstad           | ŠvicaSemyel Bissig Andrea Ellenberger Stefanie Grob* Camille Rast Livio Simonet Thomas Tumler*                                          | AvstrijaPatrick Feurstein* · Franziska Gritsch · Fabio Gstrein · Adrian Pertl · Julia Scheib · Katharina Truppe* · | [ 100 ] |

*nadomestni smučarji

## Pokal narodov
| Uvr. | po 77 tekmah | Točke |
| ---- | ------------ | ----- |
| 1    | Švica        | 11318 |
| 2    | Avstrija     | 8729  |
| 3    | Norveška     | 7611  |
| 4    | Italija      | 6723  |
| 5    | ZDA          | 4389  |

| Uvr. | po 39 tekmah | Točke |
| ---- | ------------ | ----- |
| 1    | Švica        | 6298  |
| 2    | Norveška     | 5272  |
| 3    | Avstrija     | 4756  |
| 4    | Italija      | 2535  |
| 5    | Francija     | 2415  |

| Uvr. | po 39 tekmah | Točke |
| ---- | ------------ | ----- |
| 1    | Švica        | 5020  |
| 2    | Italija      | 4188  |
| 3    | Avstrija     | 3973  |
| 4    | ZDA          | 3264  |
| 5    | Norveška     | 2339  |